# یوئل ولتمن
یوئل ولتمن (هلندی: Joël Veltman؛ زاده ۱۵ ژانویهٔ ۱۹۹۲) یک بازیکن فوتبال اهل هلند است.